# Parque Alcántara Romero

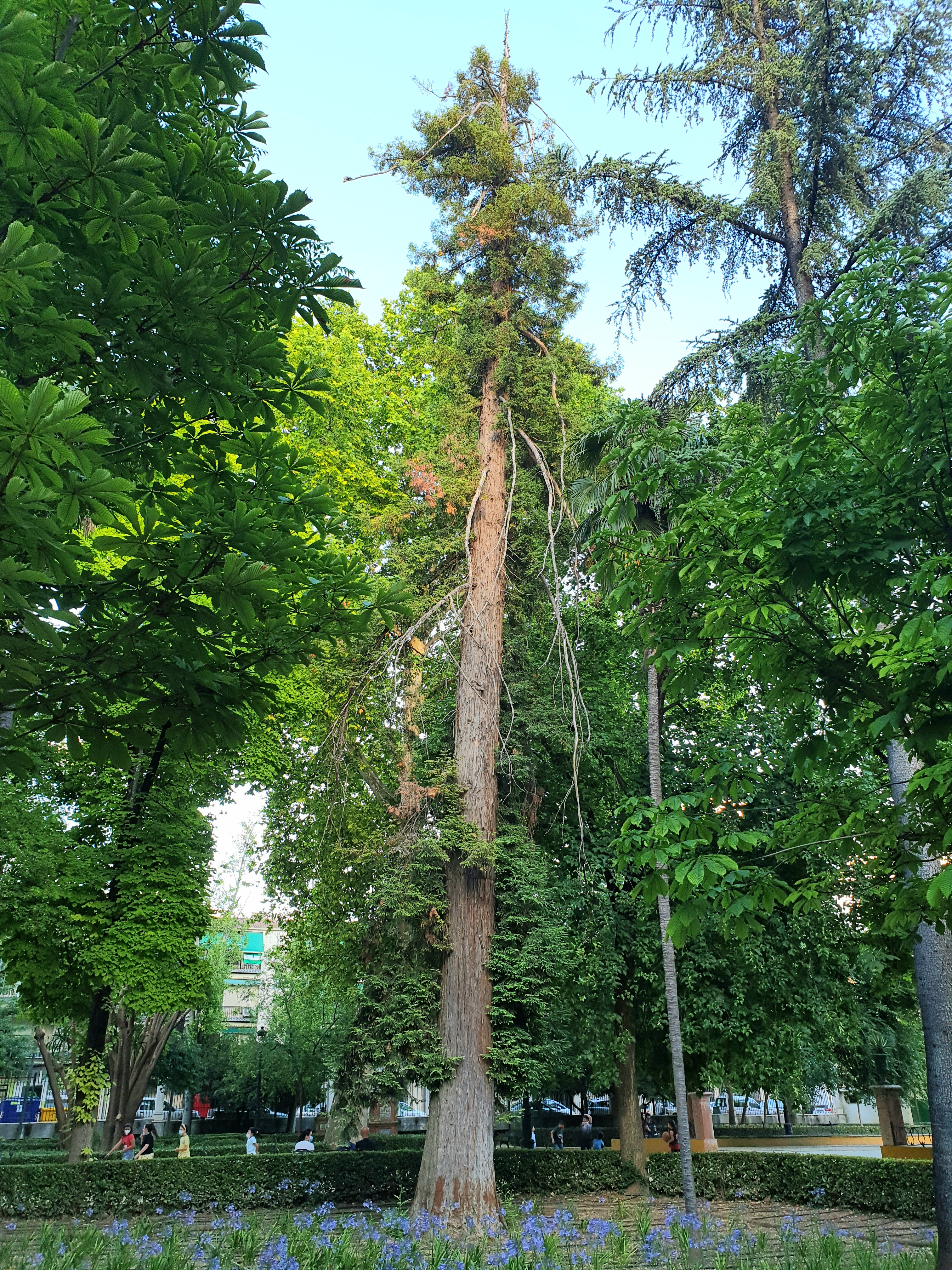
Una de las secuoyas del parque Alcántara Romero, infrecuentes en la región, con una altura de 27 metros

El parque Alcántara Romero, conocido popularmente como El Paseo, en Cabra, Córdoba, es uno de los jardines públicos más antiguos de Andalucía, ya que fue construido en 1848 por el alcalde José Alcántara Romero. Considerado Jardín y Arboleda Singular, alberga 360 árboles, la mayoría centenarios, de gran valor botánico y ecológico en un espacio de 17 000 metros cuadrados.
Inspiró a Juan Valera para crear la huerta de Pepita en su obra Pepita Jiménez, haciendo referencia al mismo en su epílogo.

La huerta de Pepita ha dejado de ser huerta, y es un jardín amenísimo con sus araucarias, con sus higueras de la India, que crecen aquí al aire libre, y con su bien dispuesta, aunque pequeña estufa [invernadero], llena de plantas raras.

## Historia
Los terrenos originales pertenecían al convento y hospital de San Juan de Dios, eran conocidos como "huerta grande" y albergaban árboles frutales tales como membrillos, manzanos, nogales y perales. No obstante, dicho espacio fue desamortizado y el 25 de marzo de 1848 el alcalde José Alcántara Romero firma la adquisición de los terrenos con la iniciativa de construir un paseo público en los mismos, comenzando las obras a mediados de ese año. Debido a que la verja no pudo ser terminada al completo debido a su elevado precio, los ciudadanos egabrenses contribuyeron económicamente y laboralmente a su realización. Por este motivo, en 1852 se cambia la inscripción que dice que fue construido "por el Ayuntamiento" por "la gente de Cabra". En los primeros años se le denominó Paseo Público, y en 1897 se le dio el nombre de su creador.

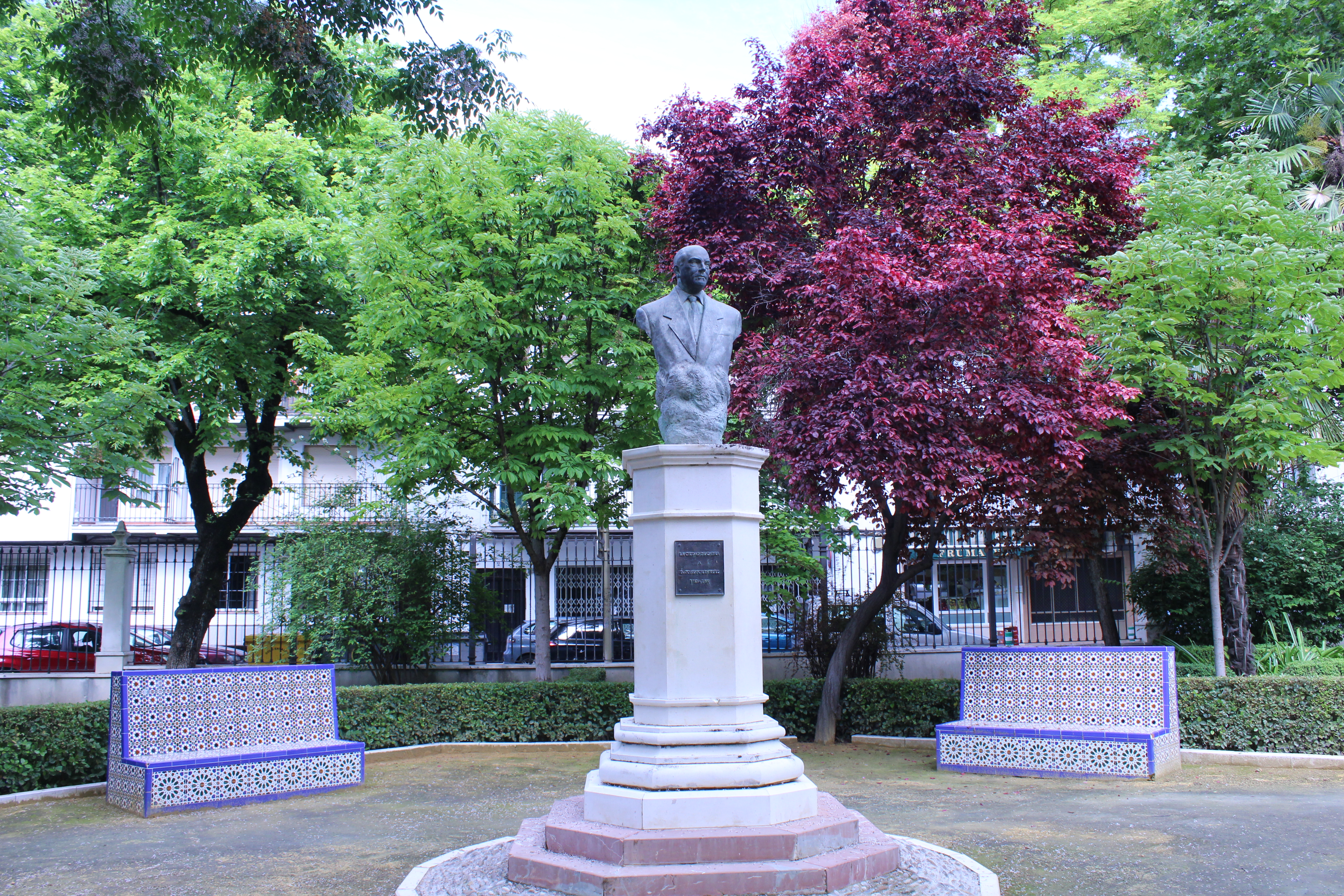
Bancos de cerámica sevillana junto al Monumento a José Solís Ruiz, instalado en 1998, y el llamativo ciruelo japonés de fondo.

Entre los años 1924 y 1926 se construyeron y establecieron en el lugar bancos de cerámica sevillana, así como los primeros monumentos, dedicados a Juan Valera, poeta egabrense, y a la hazaña del hidroavión Plus Ultra, con azulejos de la fábrica sevillana de Manuel Ramos Rejano, en esa época dirigida por su viuda e hijos. Este último monumento refleja el primer vuelo entre España y América, que viajó de Palos de la Frontera a Buenos Aires sin escalas en 1926, y en el que se homenajea a los cuatro pilotos españoles que viajaban en él: Ramón Franco, hermano del dictador Francisco Franco, Pablo Rada, Ruiz de Alda y Durán González. En 1948 se colocó una placa para celebrar el centenario del parque en la caseta del guarda.
La antigua verja que rodeaba todo el perímetro del parque fue retirada entre 1959 y 1961, lo que propició que hubiera menos control sobre el parque y comenzara su deterioro. Antiguamente solía celebrarse la feria de la ciudad en este lugar, en el llamado Salón del Paseo, hasta que en el año 1976 se realizó una remodelación en el recinto y se trasladó a otro lugar. Otros monumentos posteriores fueron los dedicados a Pedro Iglesias Caballero, poeta egabrense, realizado en 1988, al Niño de Cabra, cantaor egabrense, realizado en 1991, y a José Solís Ruiz, político egabrense y ministro del dictador Francisco Franco, realizado en 1998 por Juan Manuel Miñarro.
En 2007 comenzó la construcción de un nuevo vallado, en forja con zócalo de piedra caliza, para recuperar su cerramiento y favorecer su recuperación. Actualmente cuenta en su interior con varias fuentes, algunos bares, puestos de venta típicos de patatas fritas, aseos públicos y dos zonas de columpios infantiles.

## Remodelación
Se realizaron en el espacio importantes trabajos correspondientes al Plan Integral de Reforma y Mejora de este espacio natural, el cual se aprobó unánimemente en el año 2010 y que se confeccionó por un equipo de especialistas, bajo las directrices de Fernando de la Casa, profesor de la Universidad de Córdoba y especialista en jardinería. A pesar de ello, ha habido muchas críticas porque se retiraron más árboles y vegetación de los que estaban estipulados en el Plan.
La antigua casa del guarda, abandonada durante un largo tiempo, ha sido restaurada y convertida en la sede de la Asociación de Vecinos de El Paseo e incluye un aula municipal.

## Botánica
El parque alberga 360 árboles, de los cuales el más característico es el castaño de Indias, con 64 ejemplares y el más alto de la provincia de Córdoba con 20 metros; así como los tilos, con 41 árboles y el más alto de la provincia con 13 metros. También destacan los plátanos de sombra, con 16 especímenes y el más alto de 29 metros, las acacias de tres espinas y tres secuoyas en muy buen estado, llegando a alcanzar los 27 metros de altura. Otras especies en menor cantidad serían el ciruelo de Japón, la melia, el palmito elevado, la palmera canaria, el pino canario, el magnolio, la falsa acacia, el laurel, el olmo de Holanda, el almez, el algarrobo, el falso plátano, la yuca pie de elefante, el árbol del amor y un ejemplar de lagunaria.
Se trata de un parque de estilo romántico en el que a lo largo de su existencia se han realizado una serie de modificaciones que lo han transformado introduciéndose numerosas especies que desvirtuaron su estilo y desordenaron las alineaciones primitivas (catalpas, jacarandas y pitosporos). No obstante, durante las últimas remodelaciones este hecho se ha corregido, retirando la flora moderna y regresando a su estilo primigenio y variedad botánica envidiable. Conserva ejemplares de gran valor botánico y ecológico. Es un parque con más de 150 años de historia que contiene elementos únicos y escasos dignos de cuidar y restaurar. 